# Fuhse

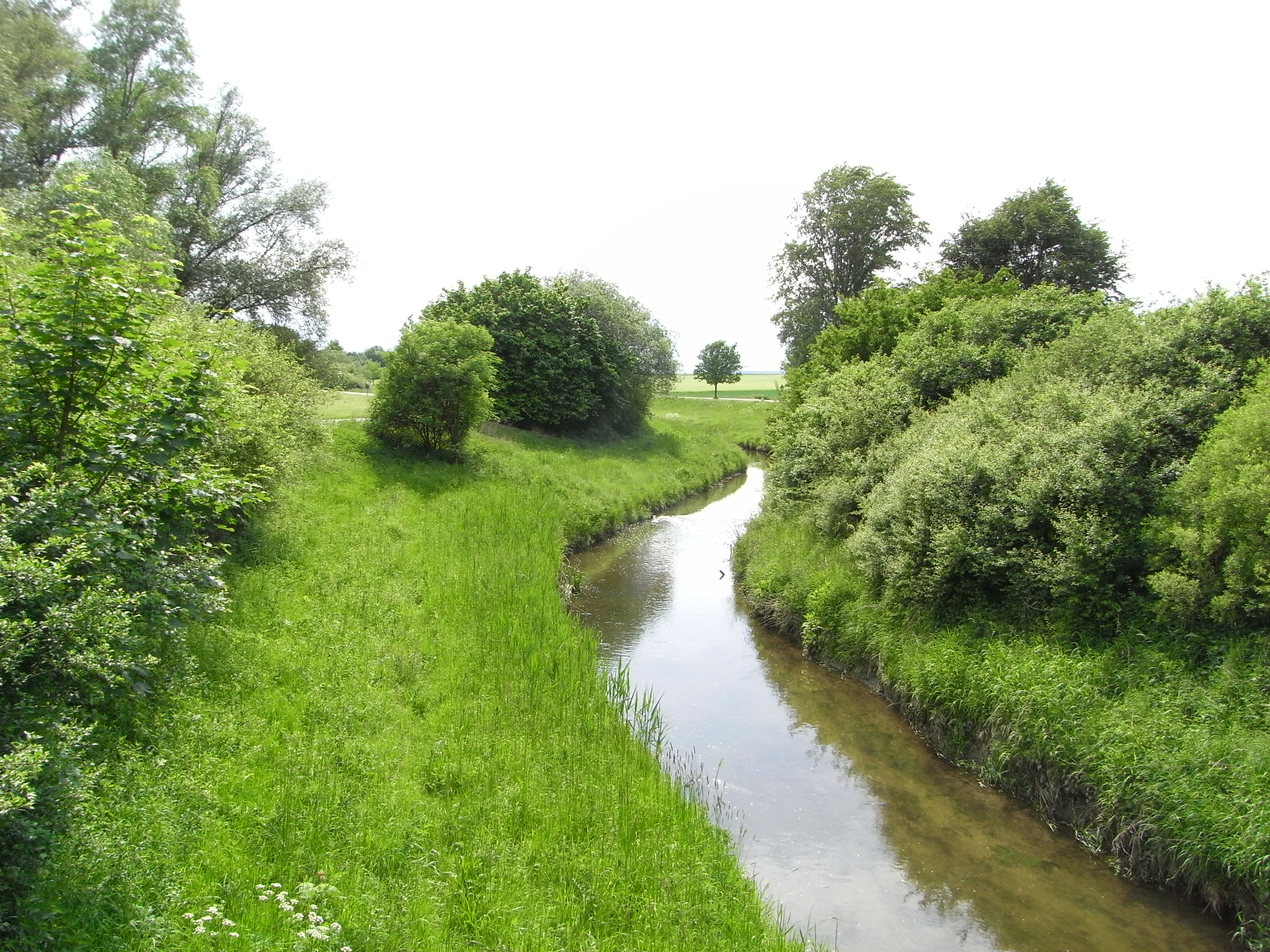
Fuhse bei Salzgitter-Lebenstedt

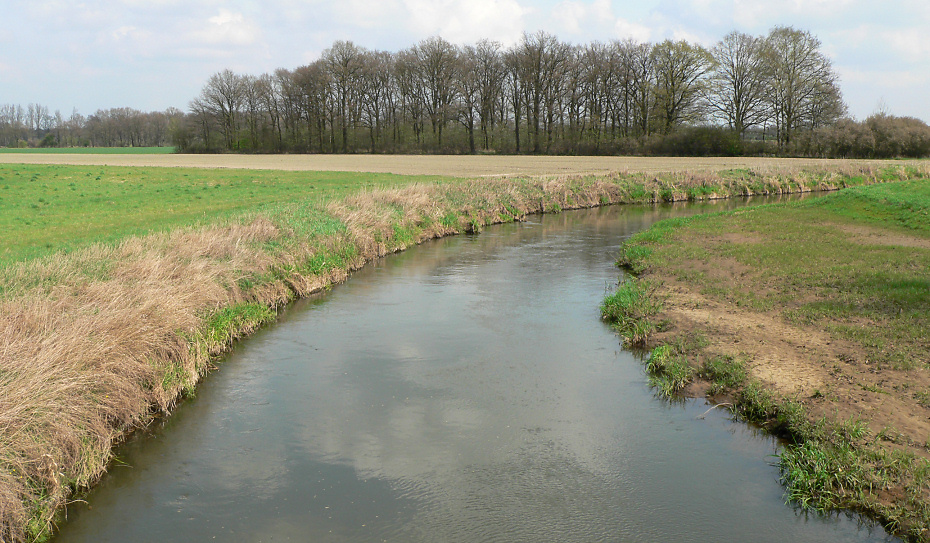
Fuhse bei Nienhagen

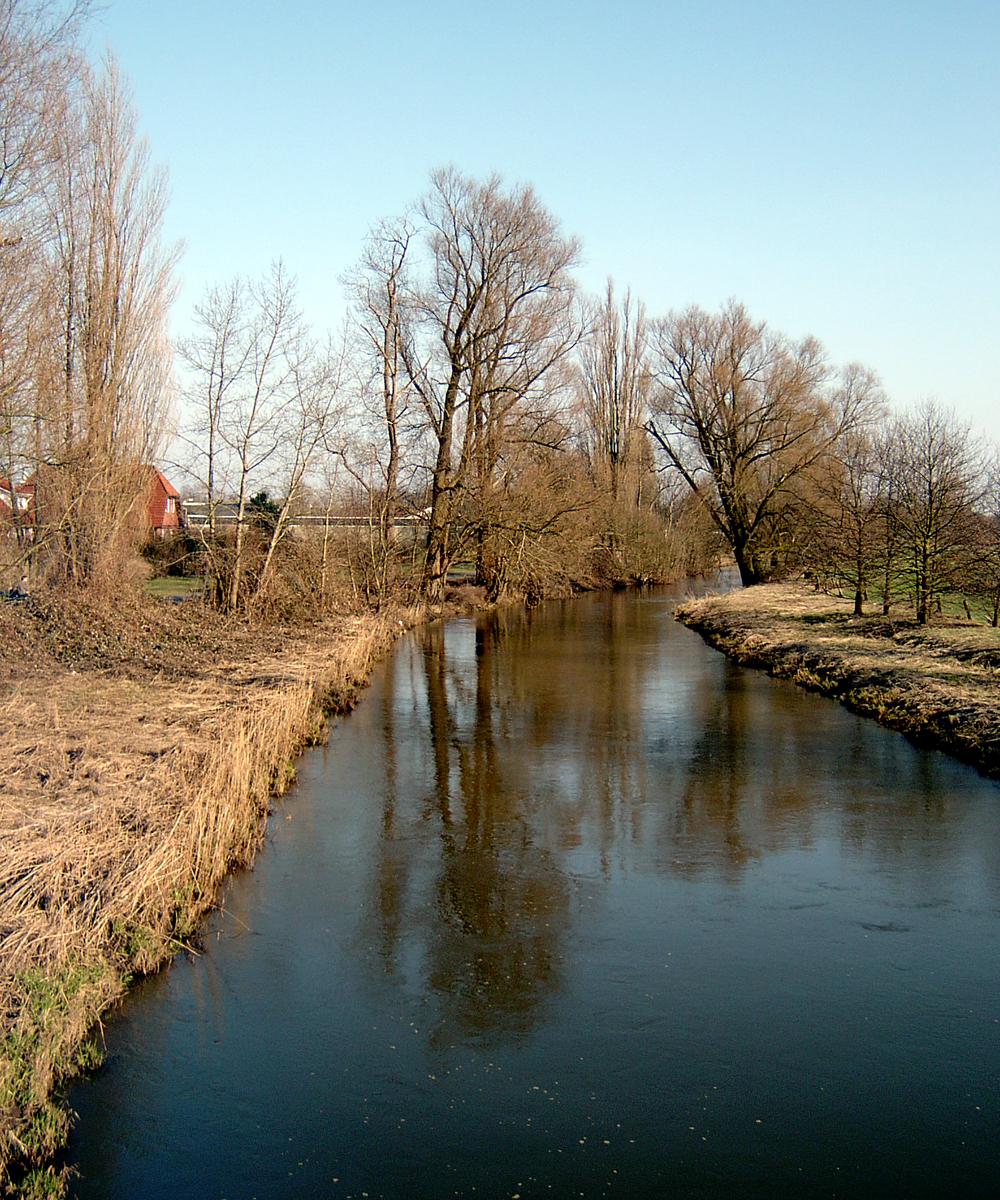
Fuhse in Celle

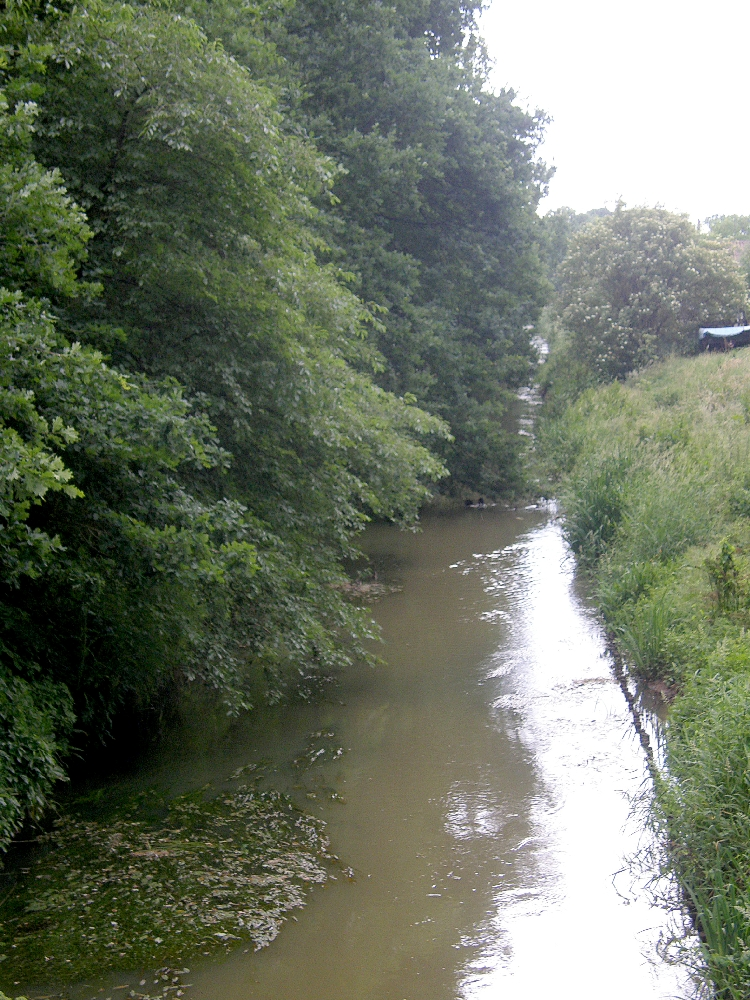
Aller-Fuhsekanal bei Celle

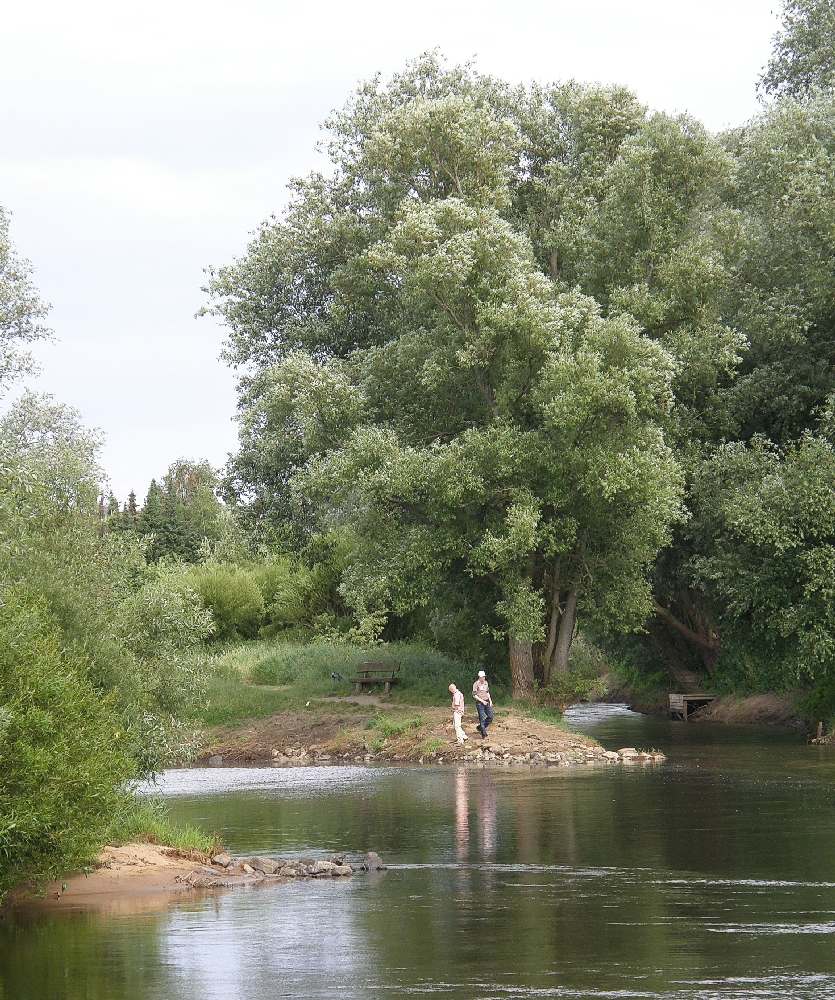
Mündung der Fuhse in die Aller

Die Fuhse ist ein über 100 km langer, orografisch linker und südlicher Nebenfluss der Aller in Niedersachsen, Deutschland.

## Etymologie
Der Name Fuhse ist vermutlich kognat zu dem althochdeutschen funs und altenglischen fūs (schnell, zielstrebig) und kann somit auf eine wahrscheinliche urgermanische Wurzel *funsaz (bereit, willig) zurückgeführt werden.

## Verlauf

### Quelle und Oberlauf
Die Fuhse entspringt an den Westhängen des Oderwalds auf dem Gebiet der Gemeinde Flöthe. Sie nimmt weitere Bäche des Oderwalds auf, die wie auch die Fuhse regelmäßig trockenfallen. Von ihrer Quelle aus fließt sie zuerst ein kurzes Stück nach Westen, wendet aber schon bei Flachstöckheim ihren Lauf nach Norden. Östlich von Lobmachtersen zweigt rechtsseitig die Alte Fuhse ab, welche die Grenze zwischen dem Landkreis Wolfenbüttel und der Stadt Salzgitter bildet. Dieser Wasserlauf ist der Rest des ehemaligen Fuhselaufs, in den wegen des höher liegenden Sohlniveaus nur bei Hochwasser Wasser der Fuhse gelangt. Der obere Lauf der Alten Fuhse fällt bis zur Einmündung des Nordbachs östlich von Lobmachtersen aus diesem Grunde auch regelmäßig trocken. In die Alte Fuhse mündet westlich von Cramme noch die Meesche, die im Oberlauf Knickgraben heißt.
Die Fuhse fließt weiter westlich auf dem Gebiet der Stadt Salzgitter durch Lobmachtersen und nimmt hier den Calbechter Bach auf. Südöstlich von Barum vereinigt sich die Fuhse dann wieder mit der Alten Fuhse und wendet ihren Lauf wieder nach Westen. Nördlich von Gebhardshagen münden die von Süden kommenden Wasserläufe Mühlgraben und Ahrbeek. Ein paar Kilometer weiter erreicht die Fuhse Salder, wo sie das Gelände des Schlosses Salder nach Südwesten begrenzt, und Salzgitter-Lebenstedt, das am westlichen Ortsrand umflossen wird. Hier münden linksseitig der Mühlengraben Bruchmachtersen, die Flote und der Ortsbach und rechtsseitig Schölke und Krähenriede. Im Bereich des Salzgittersees wurde die Fuhse zwischen 1964 und 1971 nach Westen verlegt, so dass sie den See nicht mehr durchfloss. Hierdurch wurde eine Minderung der Wasserqualität des Sees durch den Fluss oder durch in diesen eingetragene Verunreinigungen verhindert.

### Verlauf im Landkreis Peine
Südlich von Lengede mündet linksseitig der Große Bach in die hier in nördliche Richtung fließende Fuhse. Zwischen Woltwiesche und Klein Lafferde, nordwestlich von Lengede, wendet sich der Lauf wieder nach Westen. Hier mündet linksseitig der aus südwestlicher Richtung kommende Osterbach. Bei Steinbrück wendet sich die Fuhse dann wieder nach Norden. Nordwestlich der Ortschaft mündet rechtsseitig die Große Lafferder Riethe und linksseitig der Krummbach. Nach der Einmündung des Auebachs südöstlich von Adenstedt ändert die Fuhse erneut ihre Richtung und fließt ein kurzes Stück Richtung Nordosten. Dabei passiert sie die Lauenthaler Mühle, durchfließt Ilsede und nimmt westlich von Klein Ilsede die Beeke auf.
Südlich von Peine mündet rechtsseitig der Pisserbach, bevor die Fuhse den Mittellandkanal unterdükert. Anschließend durchfließt sie das Stadtgebiet, nimmt dabei die Glindbruchschölke auf und wendet ihren Lauf wieder nach Nordwesten. Ihr weiterer Weg führt sie nördlich an Vöhrum und südlich an Eixe vorbei, von links nimmt sie den Landwehrgraben auf. Südlich von Abbensen mündet linksseitig die aus Westen zufließende Katje Fuhse. Nordöstlich von Dollbergen nimmt die hier wieder in nordöstlicher Richtung fließende Fuhse das Schwarzwasser auf.
Westlich von Eltze, in der Nähe der Eltzer Mühle besteht eine etwa 400 m lange Verbindung, Prangenhol genannt, zur Erse, die sich hier der Fuhse bis auf 300 m Luftlinie genähert hat. Über diese Verbindung kann bei Hochwasser zur Vermeidung von Überschwemmungen in Uetze Wasser der Fuhse abgeschlagen werden. An dieser Stelle wendet sich der Lauf der Fuhse auch wieder nach Westen und erreicht nach einer kurzen Wegstrecke Uetze. Rund einen Kilometer nach Verlassen des Ortes erreicht der Fluss den Staatsforst Fuhrberg. Auf dem Weg durch den Laubwald bietet die Fuhse ein Bild, das dem ursprünglichen, vor dem Ausbau bestehenden recht nahe kommt.

### Unterlauf im Landkreis Celle
Nach dem Verlassen des Waldes ändert die Fuhse ihre Flussrichtung erneut nach Norden. Südwestlich von Bröckel mündet dann die schon erwähnte Erse. Östlich von Wathlingen fließt von Osten die Harlake zu. Anschließend wendet sich der Lauf wieder nach Nordwesten. Nordwestlich von Nienhagen mündet die Alte Aue (Teil der Burgdorfer Aue) und zweigt der Fuhsekanal ab. In dieses von 1766 bis 1769 künstlich angelegte Gewässer wird bei Hochwasser Wasser der Fuhse abgeschlagen, um in Celle die Hochwassergefahr zu mindern. Der Fuhsekanal mündet nördlich von Hambühren in die Aller.
Die Fuhse fließt nordöstlich des Kanals weiter, nimmt östlich von Bennebostel (südlich von Celle-Burg) rechtsseitig den Horstgraben auf, durchfließt Celle und mündet im Nordwesten der Neustadt auf 33 m ü. NHN linksseitig in die Aller.
Auf ihrem 100 km langen Weg von der Quelle zur Mündung überwindet die Fuhse 102 Höhenmeter, was einem mittleren Sohlgefälle von 1 ‰ entspricht.

## Flusssystem

### Verkleinerung des Einzugsgebietes
Das Flusssystem der Fuhse ist durch die wasserbaulichen Maßnahmen im Zusammenhang mit dem Bau des Fuhsekanals verkleinert worden.
Am Abzweigpunkt des Fuhsekanals mündet die heute nur wenig Wasser führende Alte Aue, der frühere Verlauf der Burgdorfer Aue. Wo sie früher in die Fuhse mündete, schwenkt die Alte Aue nun in den Fuhsekanal ein. Nur bei Hochwasser stehen die beiden Gewässerstränge in voller Verbindung, wobei der Fuhsekanal zusätzlich Wasser aus der Fuhse aufnimmt. Der Hauptstrang der Burgdorfer Aue verlässt bei Obershagen den alten Verlauf und folgt der Neuen Aue, die bei Celle-Wietzenbruch auf den Fuhsekanal trifft, womit sich dort das Wasser der Alten und der Neuen Aue wieder vereinigt und dann der Mündung in die Aller bei Hambühren zustrebt. Die Burgdorfer Aue ist damit vom einstigen größten Nebenfluss der Fuhse zu einem gleichrangigen Nebenfluss der Aller geworden. Das Einzugsgebiet der Fuhse hat sich dadurch von rund 1305 km² auf 917,5 km² verringert, und der mittlere Abfluss an der Mündung sank von etwa 6,5 m³/s auf 4,6 m³/s.

### Liste der Zuflüsse
Die Bezeichnungen und Höhenangaben beruhen auf den Angaben des NLWKN Stand 2024.
Landkreis Wolfenbüttel/Stadt Salzgitter
- Wortlahbach (GKZ 48412) – linker Zufluss in Flachstöckheim auf 102 m ü. NHN
- Abgang Alte Fuhse (GKZ48414) nach rechts, hinter Flachstöckheim auf 101 m ü. NHN
  - Nordbach (GKZ 484144) – rechter Nebenfluss vor Lobmachtersen auf 100 m ü. NHN in die Alte Fuhse
  - (unbenannt) (GKZ 484146) – rechter Nebenfluss vor Lobmachtersen auf 100 m ü. NHN in die Alte Fuhse
  - Meesche (GKZ 484148) – rechter Nebenfluss bei Cramme auf 98 m ü. NHN in die Alte Fuhse

Stadt Salzgitter
- Calbechter Bach (GKZ 484138) – linker Nebenfluss in Lobmachtersen auf 102 m ü. NHN
- Alte Fuhse (s. o.) – rechter Nebenfluss bei Barum auf 98 m ü. NHN
- Steingraben (GKZ 4841512) – rechter Zufluss in Barum 93 m ü. NHN
- Holzriede (GKZ 48415192) – linker Zufluss zwischen Barum und Heerte auf 92 m ü. NHN
- Mühlgraben Gebhardshagen (GKZ 484158) – linker Zufluss bei Gebhardshagen auf 90 m ü. NHN
- Ahrbeek (GKZ 48416) – linker Nebenfluss bei Gebhardshagen auf 90 m ü. NHN
- Hardewegsforstbach  (GKZ 484172) – linker Zufluss vor Salder auf 88 m ü. NHN
- Sukop's Mühlgraben bzw. Mühlgraben Bruchmachtersen (GKZ 48418) – linker Nebenfluss bei Bruchmachtersen auf 85 m ü. NHN
- Flote (auch Flothe) (GKZ 4842) – linker Nebenfluss bei Bruchmachtersen beim Salzgittersee auf 82 m ü. NHN
- Ortsbach (GKZ 484312) – linker Nebenfluss beim Salzgittersee auf 82 m ü. NHN
- Schölke (GKZ 48432) – rechter Nebenfluss bei Lebenstedt auf 80 m ü. NHN
- Krähenriede (GKZ 48434) – rechter Nebenfluss bei Lebenstedt auf 79 m ü. NHN

Peine
- Abgang Umfluter Lengede/Mühlgraben Lengede (GKZ 4843532) nach links bei Lengede
  - Großer Bach (GKZ 48435322) – linker Zufluss in den Umfluter bei Lengede auf 77 m ü. NHN
- Mühlgraben Lengede (s. o.) – linker Zufluss bei Lengede auf 77 m ü. NHN
- Osterbach (GKZ 484354) – linker Nebenfluss bei Woltwiesche auf 76 m ü. NHN

Peine/Hildesheim
- Westerbach (GKZ 484356) – linker Nebenfluss hinter Woltwiesche auf 74 m ü. NHN
- Groß Lafferder Riethe (GKZ 484358) – rechter Nebenfluss bei Steinbrück auf 72 m ü. NHN
  - Osterbruchsgraben (GKZ 484358) – Zufluss zur Groß Lafferder Riethe bei Groß Lafferde
- Krummbach (GKZ 48436) – linker Nebenfluss nördlich von Steinbrück auf 72 m ü. NHN
- Graben von Gadenstedt (GKZ 484372) – rechter Zufluss südwestlich von Gadenstedt
- Abzweig Hanggraben (GKZ 4843746) nach links vor der Lauenthaler Mühle, mündet in den Auebach

Peine
- Rottengraben (ohne GKZ) – linker Zufluss bei der Lauenthaler Mühle
- Auebach (GKZ 484374) – linker Nebenfluss, dükert die Fuhse und mündet von rechts nahe der Lauenthaler Mühle auf 70 m ü. NHN
- Beeke (GKZ 484378) – linker Nebenfluss bei Handorf (Peine) auf 66 m ü. NHN
- Großer Ilseder Hanggraben (GKZ 48438) –  rechter Zufluss bei Klein Ilsede auf 66 m ü. NHN
- Pisserbach (GKZ 4844) – rechter Nebenfluss vor Peine auf 66 m ü. NHN
- Opfergraben (GKZ 48454) – linker Zufluss in Peine auf 63 m ü. NHN
- Glindbruchschölke (GKZ 48456) –  an sich linker Nebenfluss, unterdükert die Fuhse, und fließt von rechts zu, bei Peine auf 62 m ü. NHN
  - Eixer Grenzgraben (GKZ 4845698) – rechter Zufluss der Glindbruchschölke bei Vöhrum auf 62 m ü. NHN
- Vöhrumerbach (GKZ 484572) – linker Nebenfluss nördlich Vöhrum auf 62 m ü. NHN
- Landwehrgraben (GKZ 484574) – linker Nebenfluss bei Eixe auf 61 m ü. NHN
- Teichgraben (GKZ 484576) – linker Nebenfluss nördlich von Eixe auf 60 m ü. NHN
- Graben bei Röhrse (GKZ 484578) – rechter Zufluss bei Röhrse auf 60 m ü. NHN
- Katje-Fuhse (Kattsche Fuhse[17]) (GKZ 4845798) – linker Nebenfluss vor Abbensen auf 59 m ü. NHN

Region Hannover
- Abzweig Kanalgraben Dollbergen (GKZ 48472) nach links bei Dollbergen auf 56 m ü. NHN
- Kanalgraben (GKZ 484598) – rechter Zufluss bei Dollbergen auf 56 m ü. NHN, dükert als
  - Sievershäuserbach (GKZ 48458) von links bei Oelerse auf 58 m ü. NHN die Fuhse
- Schwarzwasser (GKZ 4846) – rechter Nebenfluss zwischen Eddesse und Dollbergen auf 55 m ü. NHN
- Kanalgraben Dollbergen (s. o.) – linker Zufluss bei Dedenhausen auf 54 m ü. NHN
  - Katenser Graben (GKZ 484722) – linker Zufluss zum Kanalgraben Dollbergen
  - Hinterfleet (GKZ 484724) – rechter Zufluss zum Kanalgraben Dollbergen
- Plockhorster-Eltzer Graben (GKZ 48474) – rechter Zufluss bei Dedenhausen auf 54 m ü. NHN
  - Wehnsen-Dedenhausener Graben (GKZ 484742) – linker Zufluss
- Abzweig Prangenhol (auch Prangenhohl, GKZ 484742) nach rechts westlich von Eltze auf 50 m ü. NHN
- Uetzergraben (GKZ 48476) – linker Zufluss in Uetze auf 49 m ü. NHN
- Kötjermühlbach (GKZ 48478) – linker Zufluss bei Uetze auf 45 m ü. NHN
- Erse (GKZ 4848) – 49 km langer, rechter Nebenfluss hinter Uetze auf 44 m ü. NHN

Celle
- Katzhorngraben (GKZ 48492) – rechter Zufluss bei Bröckel auf 43 m ü. NHN
- Harlake (auch Harlacke, GKZ 48494) – rechter Nebenfluss östlich von Wathlingen auf 42 m ü. NHN
  - Bröckeler Poldergraben (GKZ 484948) – linker Zufluss zur Harlacke
- Schmolengraben (ohne GKZ) – rechter Zufluss bei Klein Eicklingen auf 42 m ü. NHN
- Wathlinger Poldergraben (GKZ 48496) – linker Zufluss bei Wathlingen auf 41 m ü. NHN
- Nienhagener Pumpwerksgraben (GKZ 48498) – linker Zufluss bei Nienhagen auf 40 m ü. NHN
- Alte Aue (Burgdorfer Aue) (GKZ 48542) – linker Nebenfluss hinter Nienhagen auf 40 m ü. NHN
- Abgang Fuhsekanal (GKZ 4854) nördlich von Nienhagen auf 40 m ü. NHN
- Horstgraben (GKZ 484994) – rechter Nebenfluss  vor Celle-Burg auf 39 m ü. NHN
- Burgergraben (GKZ 484996) – rechter Nebenfluss  bei Celle-Burg auf 39 m ü. NHN
- Altencellerbach (GKZ 484998) – rechter Nebenfluss  bei Westercelle auf 37 m ü. NHN

## Gewässerqualität
Die Prüfung der Gewässerqualität sowie die Umsetzung der Europäischen Wasserrahmenrichtlinie obliegt dem Niedersächsischen Landesbetrieb für Wasserwirtschaft, Küsten- und Naturschutz (NLWKN), das die Fuhse in drei Wasserkörper einteilt: Der etwa 21 Kilometer lange Oberlauf bis zum Salzgittersee führt die Wasserkörpernummer 16045, der etwa 60 Kilometer lange Mittellauf bis zur Einmündung der Erse die Nummer 16031 und der Unterlauf bis zur Aller die Nummer 16062.
Im Quellgebiet und im Oberlauf weist die Fuhse gemäß Gewässergütekarte des NLWKN die Wasserqualität der Güteklasse II: mäßig belastet (betamesosaprob) aus. Laut Wasserkörperdatenblatt wird auch der chemische Gesamtzustand als „gut“ angegeben. Der gesamte ökologische Zustand wird jedoch als „schlecht (5)“ bewertet, was u. a. auf den unbefriedigenden Artenbestand (Makrozoobenthos und Fischbestand) und weitere mit „schlecht“ angegebene Eigenschaften zurückzuführen ist. Die Gewässerstrukturgüte erhält wegen des begradigten Gewässerverlaufs, der Sohlabstürze und der fehlenden Ufergehölze die Noten VI und VII, also die schlechteste Bewertung.
Im Mittelteil und im Unterlauf sinkt die Wasserqualität auf die Güteklasse II-III: kritisch belastet (beta- bis alphamesosaprob). Zwar ist auch dort der chemische Gesamtzustand „gut“, jedoch werden die Orientierungswerte für den Phosphor bzw. Phosphatgehalt nicht eingehalten. Dies ist ursächlich mit Pestizideinträgen aus der Landwirtschaft verbunden. Die hydromorphologischen Parameter erhalten nahezu im gesamten Verlauf die zweitschlechteste Note VI. Im Unterlauf wird der ökologische Gesamtzustand mit „mäßig (3)“ bewertet, was einen günstigeren Artenbestand berücksichtigt. Die Struktur erhält in einigen Abschnitten eine bis zwei Noten besser als der übrige Fluss.
Der gesamte Fluss wird als „erheblich verändert“ (Heavily Modified Water Body) eingestuft.

## Wassermühlen

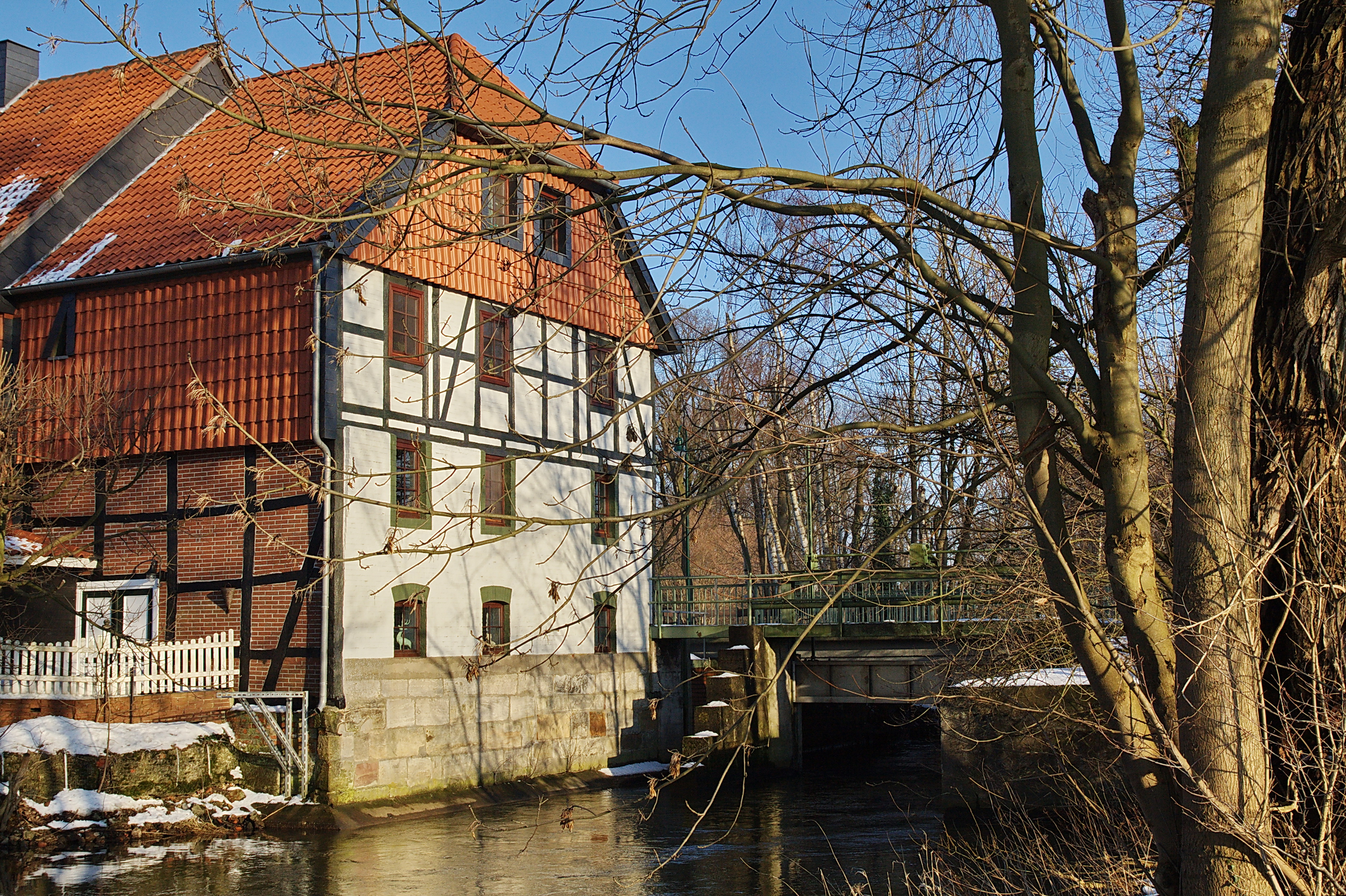
Bergermühle in Eixe (Peine)

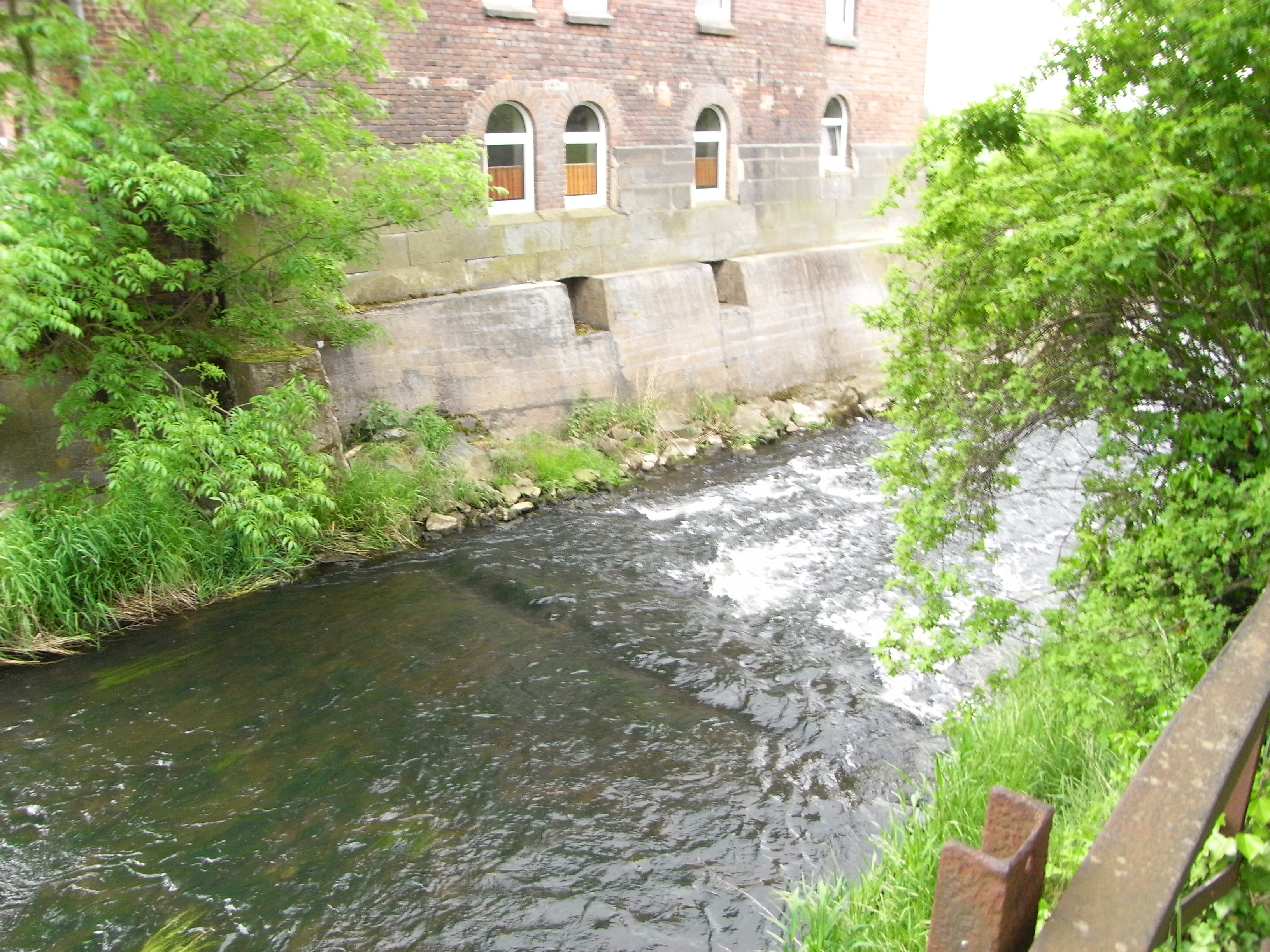
Sohlabsturz der Fuhse bei der früheren Mühle in Steinbrück

An der Fuhse befanden sich eine Reihe von Wassermühlen.
Einige sind noch heute erkennbar:
- Neue Mühle, südlich von  Reppner
- Wassermühle, östlich von Reppner
- Alte Mühle, nordöstlich von Reppner
- Mühle Lengede (heute Kaskadensohlabsturz mit Umfluter)
- Steinbrücker Mühle bei Steinbrück (heute Sohlabsturz)
- Lauenthaler Mühle zwischen Adenstedt (Ilsede) und Gadenstedt
- Neustadtmühle in Peine (heute Klappenwehr)
- Berger Mühle, Eixe-Süd, Peine-Eixe
- Eixer Mühle, Eixe-Nord, Peine-Eixe (heute Stromerzeugung)[21]
- Neue Mühle Oelerse, östlich von Edemissen-Oelerse (heute Turbine)
- Wolfsforder Mühle, westlich von Uetze-Dedenhausen (heute Kaskadensohlabsturz)
- Eltzer Mühle, westlich von Uetze-Eltze (Wasserrad 1991 erneuert, Mahlwerk vorhanden aber nicht betriebsfähig)
- Mühle Amme in Uetze (heute erzeugt eine Kaplan-Turbine 40 kW Nennleistung Strom)

## Sehenswürdigkeiten und Bauwerke
In Salzgitter-Salder wird das Gelände des Renaissance-Schlosses von der Fuhse begrenzt und der Teich im Schlosspark von ihr gespeist. In dem Schloss befindet sich das Museum der Stadt Salzgitter.
In Steinbrück kreuzt die historische Ost-West-Fernstraße, die heutige B1, die Fuhse. Dort befinden sich die Reste der Mühle und einer historischen Wasserburg.

## Hinweise
- Fuhsekanal (Braunschweig)
- Fuhsekanal (Celle)